# Ézanville
Ézanville est une commune française située dans le département du Val-d'Oise en région Île-de-France.
Ses habitants sont appelés les Ézanvillois.

## Géographie
Ézanville se situe en plaine de France, à environ 20 km au nord de Paris. Ézanville est desservie par la gare d'Écouen - Ézanville sur la ligne H du Transilien, branche Paris-Nord - Persan ou Luzarches par Montsoult.
| Moisselles | Attainville | Le Mesnil-Aubry |
| Domont     | Ézanville   |                 |
| Piscop     |             | Écouen          |

Hydrographie
La commune est traversée par le ru de Vaux, le ru de Pontcelles, le Petit Rosne.

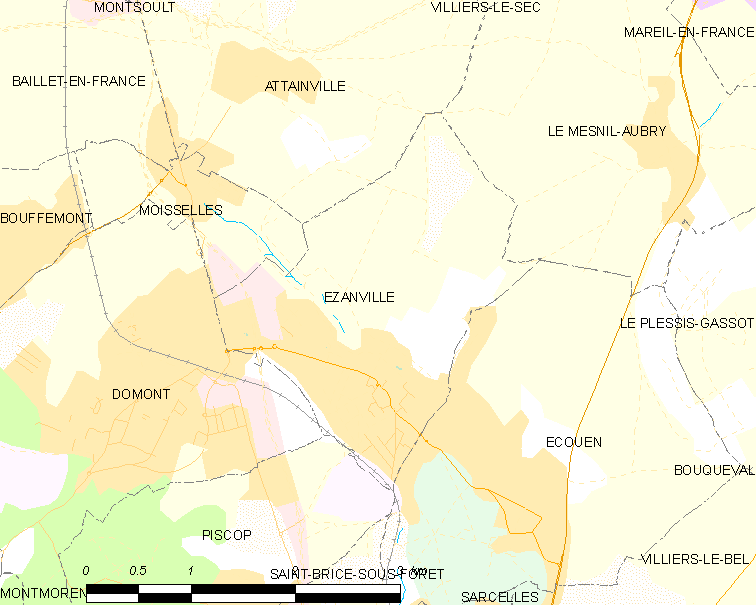
Carte de la commune.
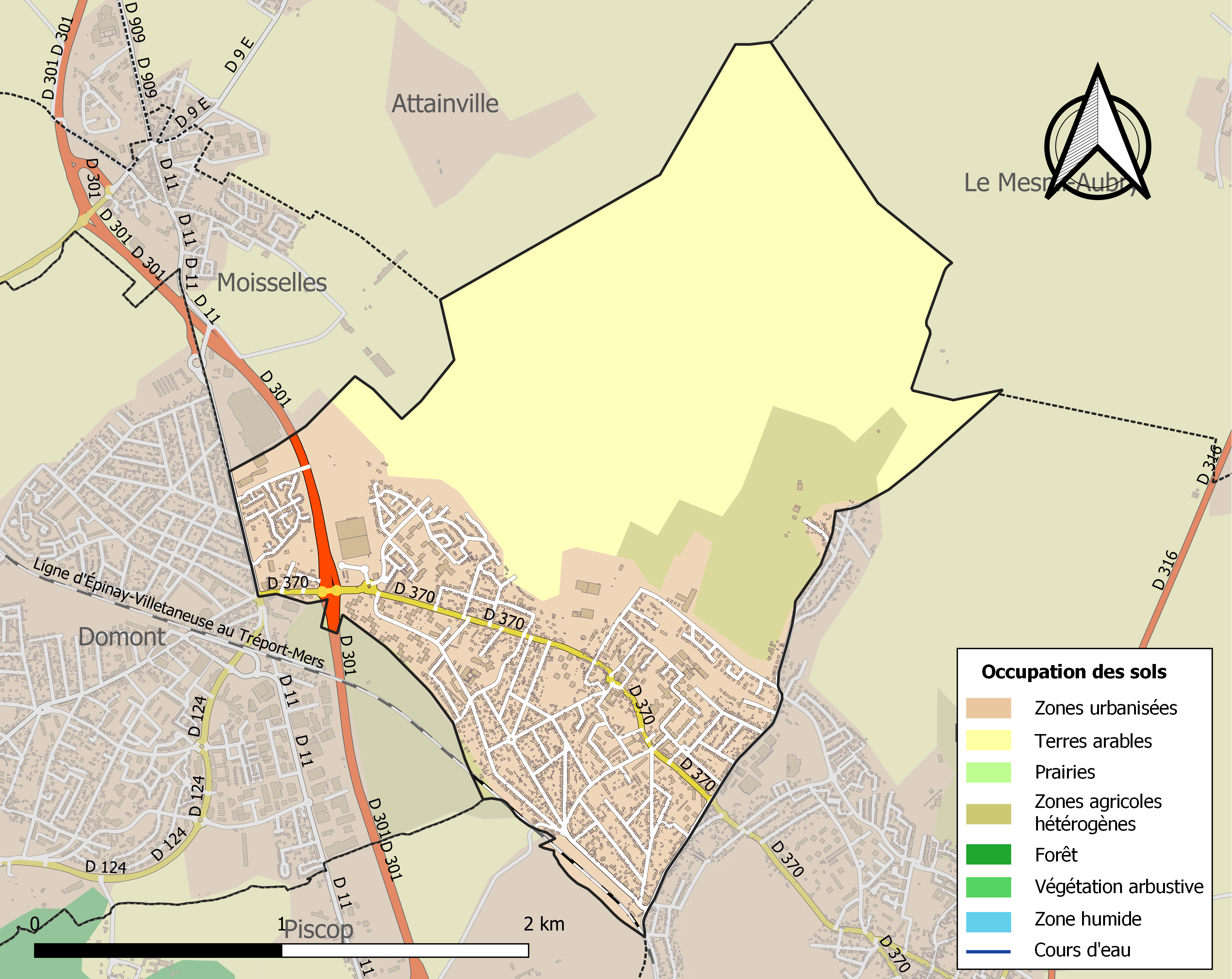
Occupation des sols.

### Climat
Pour des articles plus généraux, voir Climat de l'Île-de-France et Climat du Val-d'Oise.
En 2010, le climat de la commune est de type climat océanique dégradé des plaines du Centre et du Nord, selon une étude du CNRS s'appuyant sur une série de données couvrant la période 1971-2000. En 2020, Météo-France publie une typologie des climats de la France métropolitaine dans laquelle la commune est dans une zone de transition entre le climat océanique et le climat océanique altéré et est dans la région climatique Sud-ouest du bassin Parisien, caractérisée par une faible pluviométrie, notamment au printemps (120 à 150 mm) et un hiver froid (3,5 °C).
Pour la période 1971-2000, la température annuelle moyenne est de 11,3 °C, avec une amplitude thermique annuelle de 15,3 °C. Le cumul annuel moyen de précipitations est de 685 mm, avec 10,8 jours de précipitations en janvier et 8,3 jours en juillet. Pour la période 1991-2020, la température moyenne annuelle observée sur la station météorologique la plus proche, située sur la commune de Bonneuil-en-France à 9 km à vol d'oiseau, est de 12,1 °C et le cumul annuel moyen de précipitations est de 616,3 mm,. Pour l'avenir, les paramètres climatiques de la commune estimés pour 2050 selon différents scénarios d'émission de gaz à effet de serre sont consultables sur un site dédié publié par Météo-France en novembre 2022.

## Urbanisme

### Typologie
Au 1er janvier 2024, Ézanville est catégorisée grand centre urbain, selon la nouvelle grille communale de densité à sept niveaux définie par l'Insee en 2022.
Elle appartient à l'unité urbaine de Paris, une agglomération inter-départementale regroupant 407  communes, dont elle est une commune de la banlieue,,. Par ailleurs la commune fait partie de l'aire d'attraction de Paris, dont elle est une commune du pôle principal,. Cette aire regroupe 1 929 communes,.

## Toponymie
Esenvilla en 1254, Eszanvilla, Ezani villa.

## Histoire
En 632, le roi Dagobert cède Iticiniscoam, composé des territoires actuels d'Ézanville et d'Écouen à l'abbaye de Saint-Denis.

Ézanville, qui n'est qu'un village, est alors une annexe à la cure d’Écouen qui, à partir de 1060, dépend du prieuré de Saint-Martin-des-Champs de Paris.
Vers 1030, Bouchard III de Montmorency donne à sa fille, pour héritage, le territoire d’Ézanville, qui en fait don au couvent Notre-Dame de Saint-Paul-en-Beauvaisis
Au début XIXe siècle, le village compte 200 habitants environ qui vivent principalement de l'agriculture. L'ouverture du chemin de fer, à partir de 1876, permet le développement rapide du village en particulier autour de la gare en particulier au début du XXe siècle avec la construction de maisons de villégiatures, en particulier dans le hameau du Bois Bleu. Par la suite la commune s'est développée grâce à l’exploitation de la terre à brique.

## Politique et administration

### Rattachements administratifs et électoraux
Ézanville fait partie de la juridiction d’instance de Gonesse (depuis la suppression du tribunal d'instance d'Écouen en février 2008) et de grande instance ainsi que de commerce de Pontoise,.

### Tendances politiques et résultats
Au second tour des élections municipales de 2020, marqué par une quadrangulaire et où le maire sortant ne se représentait pas, la liste menée avec son soutien par Éric Battaglia (ancien maire adjoint, DVD) obtient la majorité des suffrages exprimés, avec 34,95 % des voix, suivie par les listes menées par Sebastien Zriem (Div., 27,12 %), par Pierre Leduc (DVG, 19,20 %) et celle par Yves Kerscaven (Div C., 18,73 %). L'abstention s'est élevée à 59,64 %.

### Liste des maires
| Période                                  | Période                       | Identité             | Étiquette         | Qualité |
| ---------------------------------------- | ----------------------------- | -------------------- | ----------------- | --- |
| Les données manquantes sont à compléter. |                               |                      |                   | |
| 1791                                     | 1793                          | Louis de Partout     |                   | |
| 1793                                     | 1802                          | Charles Conrart      |                   | |
| 1802                                     | 1808                          | Jean Pinard          |                   | |
| 1808                                     | 1816                          | Edme Judez           |                   | |
| 1816                                     | 1830                          | Pierre de Failly     |                   | |
| 1830                                     | 1841                          | Edme Judez           |                   | |
| aout 1841                                | décembre 1848                 | Hippolyte Dupille    |                   | |
| décembre 1848                            | juin 1849                     | Jean-Baptiste Rigaux |                   | |
| février 1850                             | mai 1852                      | Edme Alizon          |                   | |
| mai 1852                                 | octobre 1876                  | Hippolyte Dupille    |                   | |
| octobre 1876                             | aout 1885                     | Louis Pinard         |                   | |
| janvier 1886                             | mai 1908                      | Alexis Dupille       |                   | |
| mai 1908                                 | mai 1914                      | François Dufour      |                   | |
| mai 1912                                 | décembre 1919                 | Louis Balaka         |                   | |
| décembre 1919                            | mai 1929                      | Emile Lothammer      |                   | |
| mai 1929                                 | novembre 1929                 | Louis Vallière       |                   | |
| décembre 1938                            | octobre 1940                  | Claude Pernot        |                   | |
| avril 1941                               | janvier 1950                  | Jules Rodet          |                   | |
| mars 1950                                | mars 1965                     | Louis Plançon        |                   | |
| mars 1965                                | mars 2001                     | Maurice Gigoi        | RI puis UDF-PR    | Inspecteur central des impôts retraité Conseiller général du canton d'Écouen (1973 → 1998) Conseiller régional d'Île-de-France (1986 → 1992) |
| mars 2001                                | juillet 2020                  | Alain Bourgeois      | RPR puis UMP → LR | Retraité Vice-président de la CA Plaine Vallée (2016 → 2020)                                                                                 |
| juillet 2020,                            | En cours (au 21 juillet 2020) | Éric Battaglia       | DVD               | Vice-président de la CA Plaine Vallée (2020 → )                                                                                              |

## Population et société

### Démographie
L'évolution du nombre d'habitants est connue à travers les recensements de la population effectués dans la commune depuis 1793. Pour les communes de moins de 10 000 habitants, une enquête de recensement portant sur toute la population est réalisée tous les cinq ans, les populations de référence des années intermédiaires étant quant à elles estimées par interpolation ou extrapolation. Pour la commune, le premier recensement exhaustif entrant dans le cadre du nouveau dispositif a été réalisé en 2005.

En 2022, la commune comptait 9 789 habitants, en évolution de +0,23 % par rapport à 2016 (Val-d'Oise : +4 %, France hors Mayotte : +2,11 %).
| 1793 | 1800 | 1806 | 1821 | 1831 | 1836 | 1841 | 1846 | 1851 |
| ---- | ---- | ---- | ---- | ---- | ---- | ---- | ---- | ---- |
| 204  | 198  | 216  | 208  | 196  | 207  | 195  | 181  | 165  |

| 1856 | 1861 | 1866 | 1872 | 1876 | 1881 | 1886 | 1891 | 1896 |
| ---- | ---- | ---- | ---- | ---- | ---- | ---- | ---- | ---- |
| 128  | 136  | 143  | 150  | 162  | 202  | 219  | 199  | 243  |

| 1901 | 1906  | 1911  | 1921  | 1926  | 1931  | 1936  | 1946  | 1954  |
| ---- | ----- | ----- | ----- | ----- | ----- | ----- | ----- | ----- |
| 329  | 1 831 | 1 916 | 2 017 | 2 218 | 2 303 | 2 384 | 2 401 | 2 793 |

| 1962  | 1968  | 1975  | 1982  | 1990  | 1999  | 2005  | 2006  | 2010  |
| ----- | ----- | ----- | ----- | ----- | ----- | ----- | ----- | ----- |
| 3 120 | 4 511 | 6 940 | 8 003 | 9 153 | 8 825 | 9 038 | 8 951 | 8 979 |

| 2015  | 2020  | 2022  | - | - | - | - | - | - |
| ----- | ----- | ----- | - | - | - | - | - | - |
| 9 684 | 9 594 | 9 789 | - | - | - | - | - | - |

## Jumelages
Ziegelhausen (Allemagne)

### Enseignement
Ezanville possède cinq écoles maternelles et élémentaires et un collège :
- École maternelle Le Village,
- École maternelle et primaire Les Bourguignons,
- École maternelle et primaire Paul-Fort,
- École primaire Albert-Camus,
- École primaire Pierre-et-Marie-Curie,
- Collège Aimé-Césaire.

## Culture locale et patrimoine

### Lieux et monuments

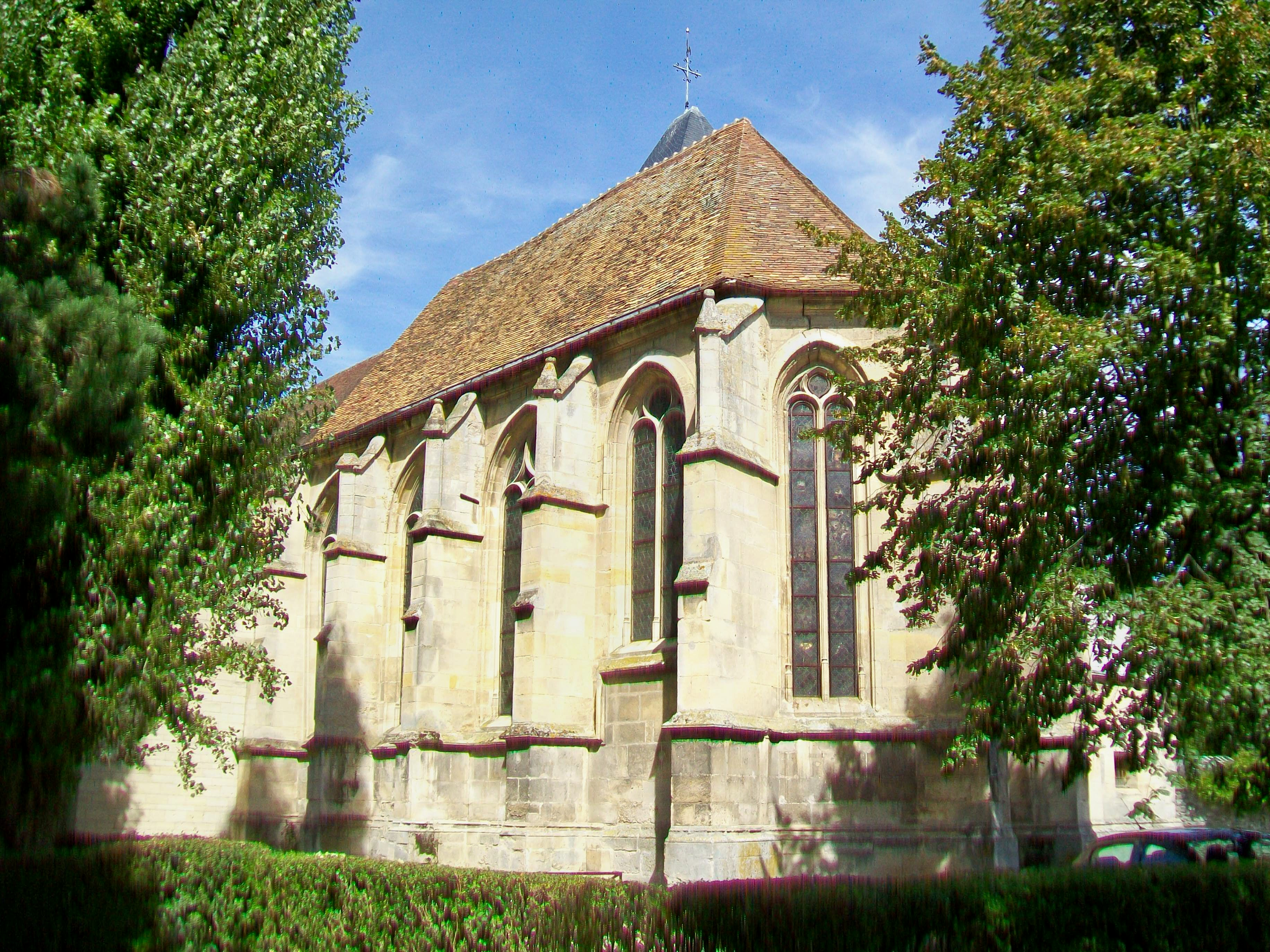
Église Notre-Dame-de-l'Assomption.

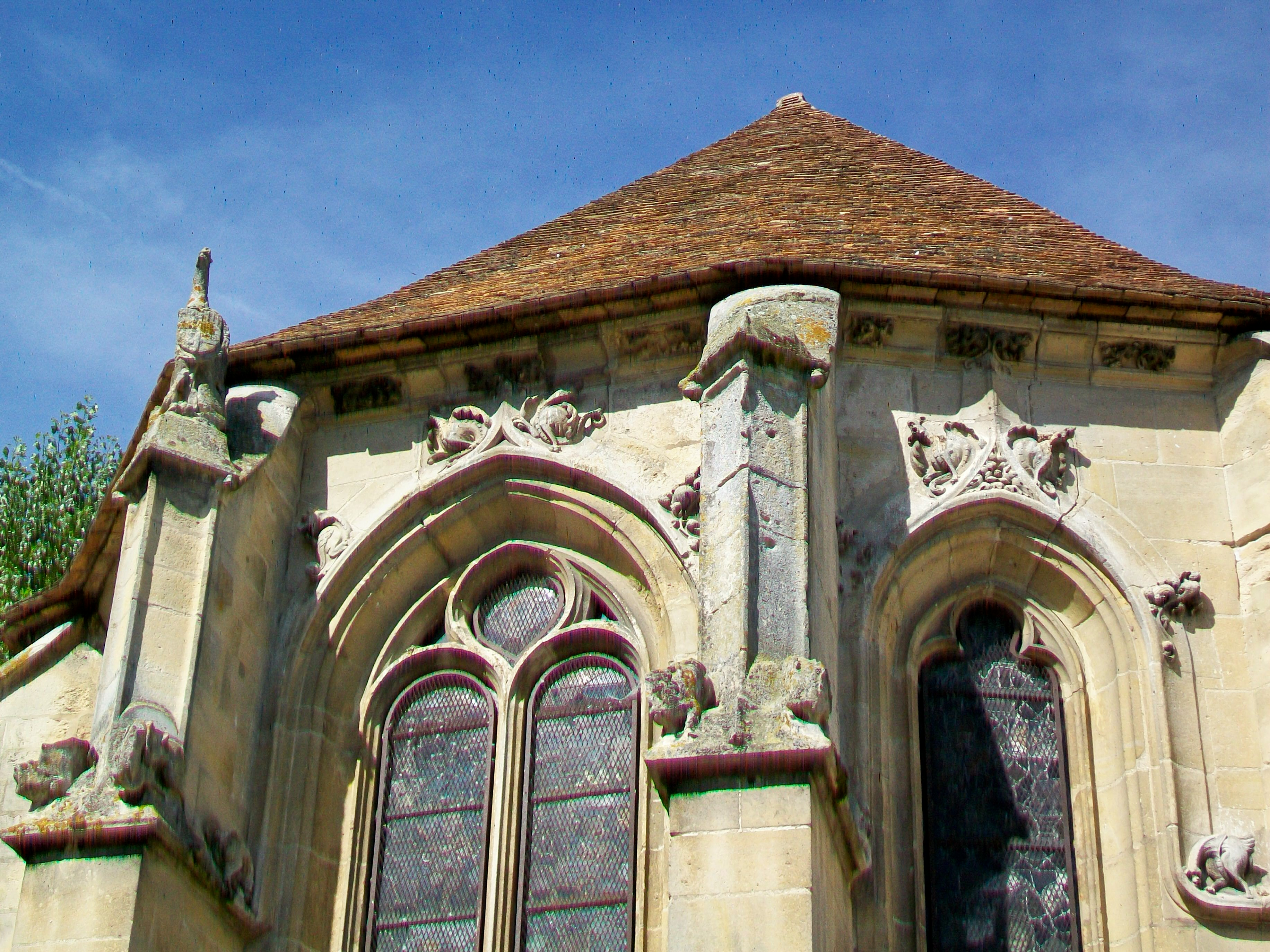
Détail du chevet.

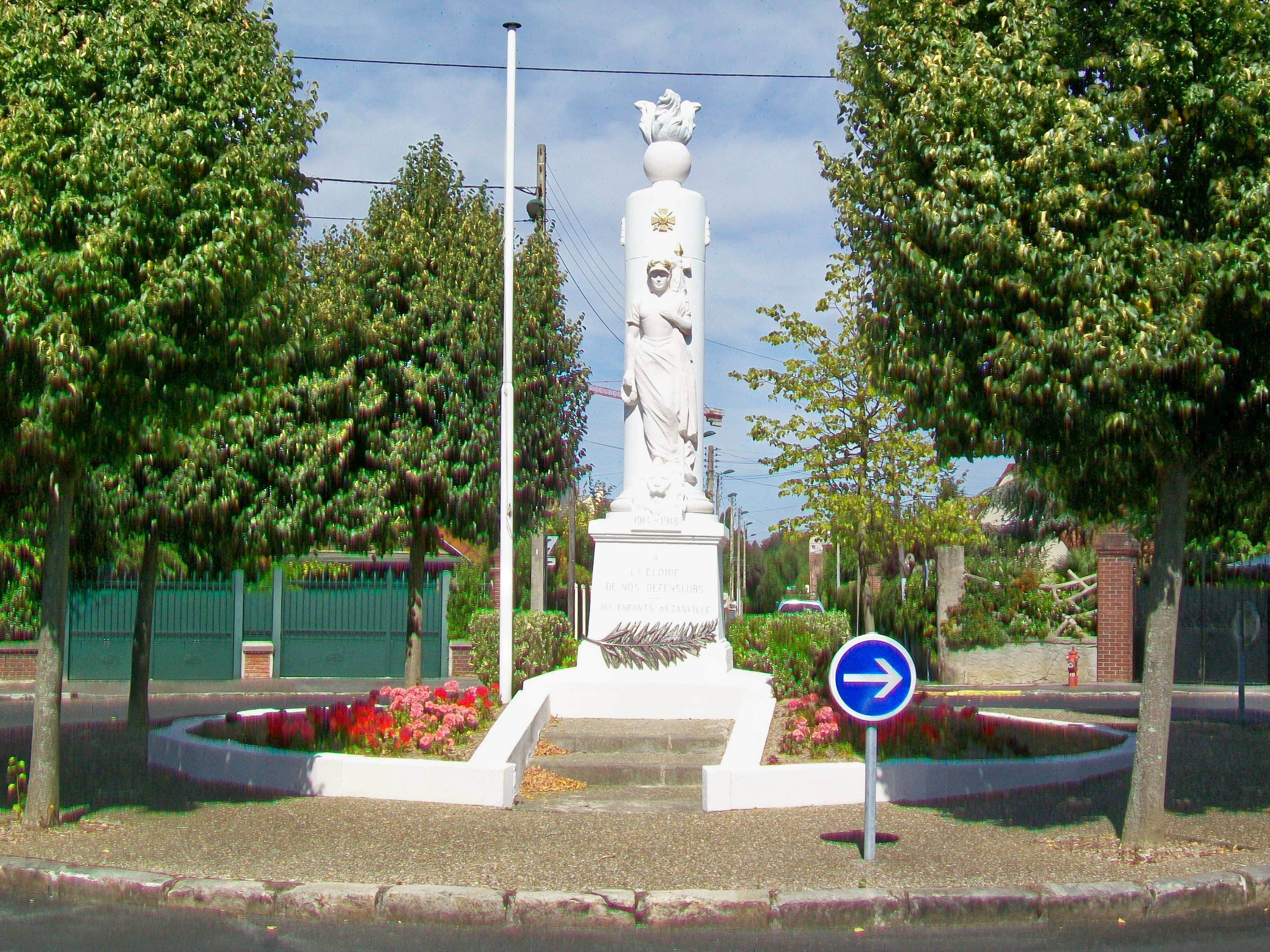
Monument aux Victoires.

#### Monument historique
Ézanville ne compte qu'un seul monument historique sur son territoire.
- Église Notre-Dame-de-l'Assomption, rue de l'Église (chœur classé monument historique par arrêté du 2 avril 1915[26]) : Son chœur gothique flamboyant des années 1540, terminé dans le goût de la Renaissance, constitue sa seule partie remarquable. Il se compose de trois travées droites et d'une abside à cinq pans, et est généreusement éclairé. Malgré ses petites dimensions, une largeur de 6 m, une hauteur de 9 m, et une longueur de 15,30 m dans l'œuvre, son architecture est d'un grand raffinement. Elle se caractérise notamment par des piliers ondulés engagés dans les murs, portant des frises sculptées de motifs végétaux en guise de chapiteaux, et par des voûtes aux clés pendantes. Les deux dernières voûtes sont agrémentées de liernes et tiercerons. Dans l'abside, les nervures décrivent un dessin original évoquant les pétales d'une fleur. Au nord, le chœur était primitivement à deux niveaux d'élévation ; ce n'est plus le cas que dans la première travée. Le vaisseau est flanqué d'un clocher sans caractère du XIVe siècle ; d'une sacristie issue de la transformation d'une chapelle latérale ; et d'une petite chapelle basse. La nef est moderne et a été inaugurée en 1967 seulement. L'ancienne nef avait été démolie en 1832, quand la commune ne pouvait faire face aux frais de restauration[27],[28].

#### Autres éléments du patrimoine
- Monument aux Victoires, place de la République : Ainsi est baptisé le monument aux morts de la commune, érigé au début des années 1920 en hommage aux soldats originaires d'Ézanville morts pour la France pendant la Première Guerre mondiale. L'œuvre du sculpteur Jean Bozzi se présente comme une épaisse colonne sur un socle cubique, surmonté par un genre de pot à feu et orné côté sud par un bas-relief. Ce dernier représente un personnage féminin, symbolisant la victoire ; un cartouche figurant une tête de lion est placé à ses pieds. En dessous, le socle porte l'inscription : « À la gloire de nos défenseurs - Aux enfants d'Ézanville », souligné par une feuille de palme souvent associés aux monuments aux morts. Les lieux de plusieurs grandes batailles et leurs années sont gravés sur les côtés du socle[28].
- Château Henry, 8 Grande-Rue : C'est l'un de deux hôtels particuliers que comptait la commune, l'autre ayant disparu. Le bâtiment de style éclectique, avec un rez-de-chaussée et un étage néoclassiques, une mansarde avec des lucarnes dans le goût de la Renaissance et un soubassement en meulière, date du XIXe siècle. Le couronnement de la lucarne centrale arbore deux D entrelacés, monogramme de Diane de Poitiers, qui en réalité n'est pas liée à l'histoire de la demeure[28].

### Héraldique
Créé en 1972, le blason est écartelé en 4.
- Au premier, en haut à gauche, avec l'anille, rappelant l'existence d'Ezanville à l'époque mérovingienne.
- Au deuxième, en haut à droite, les armes de l'Île-de-France, matérialisant l'appartenance au domaine royal.
- Au troisième, en bas à gauche, les alérions de la maison de Montmorency dont dépendait Ezanville.
- Au quatrième, en bas à droite, l'appartenance à l’Union européenne, symbolisant le présent et l'avenir.

| Armes d'Ézanville | Les armes d'Ézanville se blasonnent ainsi : Écartelé : au premier d'or à l'anille de gueules, au deuxième d'azur aux trois fleurs de lys d'or, au troisième d'or à la croix de gueules cantonnée de seize alérions d'azur ordonnés 2 et 2, au quatrième aussi d'azur aux douze étoiles d'or ordonnées en orle. |